# Medetera pallidicornis
Medetera pallidicornis är en tvåvingeart som beskrevs av Van Duzee 1929. Medetera pallidicornis ingår i släktet Medetera och familjen styltflugor.
Artens utbredningsområde är Guatemala. Inga underarter finns listade i Catalogue of Life.